# Cirrochroa bajadetina
Cirrochroa bajadetina är en fjärilsart som beskrevs av Hans Fruhstorfer 1906. Cirrochroa bajadetina ingår i släktet Cirrochroa och familjen praktfjärilar. Inga underarter finns listade i Catalogue of Life.